# Langues bisakol
Les langues bisakol (mot-valise constitué par bicol et par bisaya) sont des langues de transition entre les langues bisayas et les langues bicol. En général, les linguistes les classent parmi les langues bisayas, mais à forte influence bicol. Elles sont parlées dans les régions de Sorsogon et Masbate. Ce sont des langues austronésiennes.